# 伊藤潤一郎
伊藤 潤一郎（いとう じゅんいちろう）は、日本の舞台俳優である。
愛知県名古屋市中村区出身。劇団四季所属。

## 略歴
2005年11月にオーディションを受けて合格。劇団四季に入団し、『ジョン万次郎の夢』勝海舟役で四季の初舞台を踏む。

## 出演作品
- ジョン万次郎の夢（勝海舟）
- エビータ
- オペラ座の怪人
- ユタと不思議な仲間たち（ゴンゾ）
- ジーザス・クライスト＝スーパースター（司祭）
- 青い鳥（火）
- リトルマーメイド（トリトン）
- ライオン・キング(ムファサ)
- バケモノの子（2022年 熊徹、2023年 猪王山）[1]